# Iwogumoa xinhuiensis
Iwogumoa xinhuiensis là một loài nhện trong họ Amaurobiidae.
Loài này thuộc chi Iwogumoa. Iwogumoa xinhuiensis được Jun Chen miêu tả năm 1984.